# ビートルズ物語
『ビートルズ物語』（The Beatles' Story）は、ビートルズのアメリカ合衆国における6作目のアルバムである。1964年11月23日にキャピトル・レコードから発売された。インタビューや記者会見で録音された音源、ビートルズの楽曲やオーケストラの楽曲の抜粋を収録した2枚組LPの作品で、本作のオリジナル・ライナーノーツで「ビートルマニアの物語と音楽の伝記」と説明されている。プロデュースはロサンゼルスのソングライターであるロジャー・クリスチャンと、ディスクジョッキーのゲイリー・アッシャーが手がけた。音声による解説はクリスチャン、ジョン・バブコック、アル・ワイマンが担当。
キャピトル・レコードは、ロサンゼルスのラジオDJが行なったビートルズとのインタビューの音源をまとめた『Hear the Beatles Tell All』（ヴィージェイ・レコード）に対抗するかたちで本作を発売。この時期には、インタビュー音源が複数のレーベルからビートルズの許可を得ずに発売されていた。『ビートルズ物語』は、『ビルボード』誌のTop LPsチャートで最高位7位を獲得し、アメリカレコード協会からゴールド認定を受けた。2014年1月にボックス・セット『THE U.S. BOX』内の1枚としてCD化された。

## 背景・制作
当初キャピトル・レコードは、1964年8月23日にカリフォルニア州ロサンゼルスで行なわれたハリウッド・ボウル公演からアルバムを制作することを計画していた。同公演にて録音が行なわれたものの、ビートルズおよびプロデューサーのジョージ・マーティンは、音が悪くファンの歓声が大きかったことから発売を断念。しかし、本作には同公演での「ツイスト・アンド・シャウト」の演奏から48秒分を抜粋した音源が収録されている。これにより、本作は初めてビートルズの生音源が収録された作品となった。
『ビートルズ物語』は、インタビューや記者会見で録音された音源と楽曲の抜粋などを収録した作品で、プロデュースはゲイリー・アッシャーとロジャー・クリスチャンが手がけた。ビートルズの楽曲をイージーリスニング調にアレンジした音源も含まれており、演奏はホリーリッジ・ストリングスが担当。音声による解説は、クリスチャン、ジョン・バブコック、アル・ワイマンによる。

## リリース・評価
| 専門評論家によるレビュー       | 専門評論家によるレビュー |
| レビュー・スコア               | レビュー・スコア         |
| 出典                           | 評価                     |
| ------------------------------ | ------------------------ |
| AllMusic                       | [ 5 ]                    |
| The Rolling Stone Record Guide | [ 11 ]                   |

キャピトル・レコードは、アメリカで1964年11月23日に『ビートルズ物語』をシングル『アイ・フィール・ファイン』と同時発売した。LPのカバーアートは、ユニオンジャックの上に写真家ジョー・カヴェロが撮影したビートルズの各メンバーの写真を並べたデザインとなっている。『ビルボード』誌のTop LPsチャートに17週にわたってチャートインし、1965年1月2日付のチャートで最高位7位を獲得。1964年末にアメリカレコード協会からゴールド認定を受けた。本作は、キャピトル・レコードから発売されたビートルズの5作目のアルバムであり、これらのアルバムはアメリカでビートルズが商業的な躍進を遂げてから1年以内に発売された。日本では、1966年8月5日にオデオンレコードからボックス・セット仕様で発売され、カバーデザインはキャピトル・レコードから発売されたものと同じデザインが使用された。
作家のバリー・マイルズは、本作について「露骨な搾取」とコメントしている。『オールミュージック』のスティーヴン・トマス・アールワインは、本作を「ビートルズの活動期に発売された全アルバムの中で、最も奇妙なアルバム」と表現し、「音楽の断片、インタビューの抜粋、台本に沿った物語を通じて、ファブ・フォーの権力の台頭を物語る退屈なネオ・ドキュメンタリー・レコード」と評している。
2014年1月にボックス・セット『THE U.S. BOX』内の1枚として初めてCD化された。

## 収録曲
| #         | タイトル                                                                                  | 作詞  | 作曲・編曲 | 時間 |
| --------- | ----------------------------------------------------------------------------------------- | ----- | ---------- | ---- |
| 1.        | 「ビートルズ登場」(On Stage With The Beatles)                                             |       |            | 1:03 |
| 2.        | 「ビートルズマニア誕生」(How Beatlemania Began)                                           |       |            | 1:20 |
| 3.        | 「熱狂のビートルズマニア」(Beatlemania In Action)                                         |       |            | 1:25 |
| 4.        | 「ビートルズを動かす男―ブライアン・エプスタイン」(Man Behind The Beatles - Brian Epstein) |       |            | 2:47 |
| 5.        | 「ジョン・レノンのすべて」(John Lennon)                                                   |       |            | 5:50 |
| 6.        | 「億万長者は誰か」(Who's a Millionaire?)                                                  |       |            | 0:39 |
| 合計時間: | 合計時間:                                                                                 | 13:04 |            |      |

| #         | タイトル                                                             | 作詞  | 作曲・編曲 | 時間 |
| --------- | -------------------------------------------------------------------- | ----- | ---------- | ---- |
| 1.        | 「永遠のスター、ビートルズ」(Beatles Will Be Beatles)                |       |            | 7:28 |
| 2.        | 「ビートルズ・サウンド陰の男」(Man Behind the Music - George Martin) |       |            | 1:04 |
| 3.        | 「ジョージ・ハリスンのすべて」(George Harrison)                      |       |            | 4:46 |
| 合計時間: | 合計時間:                                                            | 13:18 |            |      |

| #         | タイトル                                                                                               | 作詞 | 作曲・編曲 | 時間 |
| --------- | --- | ---- | ---------- | ---- |
| 1.        | 「ビートルズ映画第一弾―ビートルズがやって来るヤァ!ヤァ!ヤァ!」(A Hard Day's Night - Their First Movie) |      |            | 3:08 |
| 2.        | 「ポール・マッカートニーのすべて」(Paul McCartney)                                                     |      |            | 2:45 |
| 3.        | 「ビートルズ・カット誕生―ポールについてもう一言」(Sneaky Haircuts And More About Paul)                 |      |            | 3:29 |
| 合計時間: | 合計時間:                                                                                              | 9:22 |            |      |

| #         | タイトル                                                   | 作詞  | 作曲・編曲 | 時間 |
| --------- | ---------------------------------------------------------- | ----- | ---------- | ---- |
| 1.        | 「ビートルズの人生観」(The Beatles Look At Life)           |       |            | 2:05 |
| 2.        | 「ビートルズマニアの犠牲者たち」("Victims" of Beatlemania) |       |            | 1:10 |
| 3.        | 「ビートル・メドレー」(Beatle Medley)                      |       |            | 3:58 |
| 4.        | 「リンゴ・スターのすべて」(Ringo Starr)                    |       |            | 6:24 |
| 5.        | 「世界のリヴァプール」(Liverpool and All the World!)       |       |            | 1:05 |
| 合計時間: | 合計時間:                                                  | 14:42 |            |      |

### 歌
本作には、以下の楽曲が収録されている。
- 抱きしめたい - I Want To Hold Your Hand
- キャント・バイ・ミー・ラヴ - Can't Buy Me Love
- フロム・ミー・トゥ・ユー - From Me To You
- スロウ・ダウン - Slow Down
- P.S.アイ・ラヴ・ユー - P.S. I Love You
- ジス・ボーイ - This Boy
- ユー・キャント・ドゥ・ザット - You Can't Do That
- プリーズ・プリーズ・ミー - Please Please Me
- 恋におちたら - If I Fell
- シー・ラヴズ・ユー - She Loves You
- アンド・アイ・ラヴ・ハー - And I Love Her
- ア・ハード・デイズ・ナイト - A Hard Day's Night
- ラヴ・ミー・ドゥ - Love Me Do
- オール・マイ・ラヴィング - All My Loving
- ツイスト・アンド・シャウト - Twist and Shout
- アイ・ソー・ハー・スタンディング・ゼア - I Saw Her Standing There
- 今日の誓い - Things We Said Today
- すてきなダンス - I'm Happy Just Dance With You
- リトル・チャイルド - Little Child
- ロング・トール・サリー - Long Tall Sally
- ボーイズ - Boys

## チャート成績・認定

### チャート成績
| チャート (1964年)    | 最高位 |
| -------------------- | ------ |
| US Billboard Top LPs | 7      |

### 認定
| 国/地域                    | 認定 | 認定/売上数 |
| -------------------------- | ---- | ----------- |
| アメリカ合衆国 (RIAA)      | Gold | 500,000^    |
| ^ 認定のみに基づく出荷枚数 |      |             |